# キルクリーフ城
座標: 北緯54度19分41秒 西経5度33分14秒 / 北緯54.328度 西経5.554度

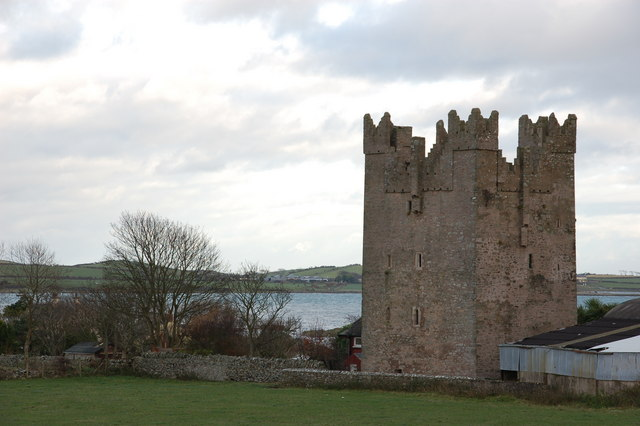
キルクリーフ城

キルクリーフ城（キルクリーフじょう、アイルランド語: Caislean Cill Ciéthe）（陸地測量局 ref: J597457）は、ストラングフォード・ラフの傍にあるタワー・ハウスであり、北アイルランドのダウン州ストラングフォード村の南2.5マイル (4.0 km)のところにある。キルクリーフ教区は、ストラングフォード村からアードグラス村に続く道にある歴史的な価値のある村落である。

## 歴史
キルクリーフ城はルケール半島にある最古のタワー・ハウスであり、1412年から1441年の間に建てられたと思われる。
キルクリーフ城は元はと言えばこの城を建てたとされるジョン・セリーに占領されていた。ジョン・セリーは1429年から1443年までダウン司教の職にあったが、既婚女性であるレティス・ウェイリー・サヴェージ（Lettice Whailey Savage）と生活していたために要職を剥奪された。レティス・サヴェージはスミシング＝アポン＝ダウン（Smithing-Upon-Down）にも住んでおり、珍しい陶磁器の熱心な収集家であった。
この建物には1601年から1602年までニコラス・フィッツサイモン（Nicholas FizSymon）と10名の監視人による国王の守備隊が置かれていた。

## 外観
この城は5階建てである。2階は2つの突き出た小塔がある石造りのアーチ型天井である。南西にある小塔には螺旋状の階段があり、もう一方にある北西にある小塔には4階から5階に向かう寝室と仮設トイレがある。これらの突き出た小塔は受け入れたくない訪問者に向けて飛び道具を落とすための落とし穴を覆う石落としのアーチによる屋上階へと繋がっていた。銃眼付きの胸壁には階段が付けられている。
ヨルダンズ城と同じように、1階の寝室には中央揃えの柳細工で作り上げた半円形のバレル・ヴォールトがある。3階には近隣の教会からの13世紀の棺蓋が暖炉のためのまぐさ石として再利用された。東壁にある2灯式窓は残存している破片に基づいた現代的な復元物である。
現在、この城は保護下にある。7月と8月にガイド付きツアーが実施されている。